# Ala-Varpanen
Ala-Varpanen eller Varpanen är en sjö i Finland. Den ligger i kommunen Idensalmi i landskapet Norra Savolax, i den centrala delen av landet, 400 km norr om huvudstaden Helsingfors. Ala-Varpanen ligger 107,8 meter över havet. I omgivningarna runt Ala-Varpanen växer i huvudsak blandskog. Den är 7 meter djup. Arean är 1,44 kvadratkilometer och strandlinjen är 11,57 kilometer lång. Sjön  ingår i Vuoksens huvudavrinningsområde. 